# Lourdes (Guanajuato)
Lourdes es una localidad del estado mexicano de Guanajuato. Es parte del municipio de San Luis de la Paz.

## Toponimia
El nombre de la población hace referencia a la santa patrona de la localidad: Nuestra Señora de Lourdes.

## Demografía
| Gráfica de evolución demográfica |
|                                  |

| Censo | Población |
| ----- | --------- |
| 1900  | 784       |
| 1910  | 1 615     |
| 1921  | 359       |
| 1930  | 319       |
| 1940  | 233       |
| 1950  | 261       |
| 1960  | 392       |
| 1970  | 482       |
| 1980  | 559       |
| 1990  | 885       |
| 2000  | 1 053     |
| 2010  | 975       |
| 2020  | 1 073     |